# 帕特里克·莫迪亚诺
帕特里克·莫迪亚诺（又譯作派屈克·蒙迪安諾，1945年7月30日—），法国小说家。他于1972年获法兰西学术院小说大奖。1978年又由于小说 《暗店街》获龚古爾文學奖。2010年他获得了法兰西学会颁发的表彰其终身成就奇诺·德尔杜卡世界奖（Prix mondial Cino Del Duca）。2014年10月9日获得诺贝尔文学奖，成为第十五位获得诺贝尔文学奖的法国人，颁奖词称他的作品唤起了对最不可捉摸的人类命运的记忆，捕捉到了二战法国被占领期间普通人的生活。他是第一位先後獲得龔古爾文學獎和諾貝爾文學獎的法國作家。

## 生平
帕特里克·莫迪亚诺出生於法國布洛涅-比扬古，母亲是比利时表演艺术家路易萨·库佩恩 （Louisa Colpijn），父亲為意大利犹太人后裔。他的父母在第二次世界大战期间相识于巴黎，而后，便开始了他们之间的半隐秘的关系。帕特里克·莫迪亚诺孩提时代的家庭气氛是：父亲经常不在家（那时他父亲在从事走私活动），他常听到关于大人讲父亲遇到了什么麻烦；而母亲又常常需要出门旅行（他母亲是著名的表演艺术家）。他必需靠政府资助读完中学。那时，他和兄弟吕迪（Rudy）相依为命，不幸的是，吕迪在10岁时患病去世（帕特里克·莫迪亚诺在他从1967年到1982年期间的作品前面都写上献给吕迪）。吕迪的去世宣布了他孩提时代的结束。对他和吕迪在一起生活的时期，在他的心里一直存在着明显的怀旧情节。
帕特里克·莫迪亚诺就讀Jouy-en-Josas的 Montcel小学，在上萨瓦省Thônes的聖约瑟夫中学 （Collège Saint-Joseph）和巴黎亨利四世中学（Lycée Henri-IV）读的中学。在他在亨利四世中学读书时，教他几何的老师是著名作家雷蒙·格诺（Raymond Queneau）。雷蒙·格诺也是帕特里克·莫迪亚诺母亲的朋友。他在阿讷西（Annecy）获得了高中毕业文凭，但他没有再继续接受高等教育。
认识《莎西在地铁》(Zazie dans le métro)的作者雷蒙·格诺对他来说起了关键的作用。雷蒙·格诺把他带进了文学界，使他有机会出席 伽利玛出版社（Éditions Gallimard）举办的鸡尾酒会。就是在伽利玛出版社1968年他出版了他的第一部小说《星形广场》（La Place de l’Étoile）。在他給雷蒙·格诺读了他的草稿后，那一年把时间全部花在了写作上。
2010年，《星形广场》（La Place de l'Étoile）推出了德文译本。该德文译本为他赢得了德国的西南广播公司最畅销书排名奖（Preis der SWR-Bestenliste）。该获奖公报说：这部小说是后犹太人大屠杀时代的一部主要作品。令人惊奇的是帕特里克·莫迪亚诺的大多数作品都翻译成了德文，唯独这部举足轻重的作品（而且是处女作）的翻译整整晚了42年，因为该小说曾颇受争议。其中有多处讽刺性的反犹太主义的内容。由于同样的原因，该书的英译本也至今还没有出现。
1973年，帕特里克·莫迪亚诺与法国著名导演路易·马勒合作创作了电影剧本《拉孔布·吕西安》。该影片由法国著名导演路易·马勒执导。影片描述的是一个法国男孩在第二次世界大战期间被拒绝参加法国抵抗组织后，加入了法国盖世太保。该影片由于缺乏男主人公加入盖世太保的正当的政治理由，而引起巨大的争议。
1970年9月12日，帕特里克·莫迪亚诺与多米尼克·哉荷福斯（Dominique Zehrfuss）结婚。2003年10月6日，多米尼克·哉荷福斯在接受《她》（Elle）杂志采访，回忆当时的情景时说：“我们结婚那天，给我留下的灾难性的记忆。天下着雨。我们的傧相是特里克·莫迪亚诺青少年时代的老师雷蒙·格诺和我父亲的朋友马尔罗（Malraux）。他们两个在激烈地争论着关于让·杜布菲的话题，我们就像是在看一场网球赛。再说呢，有意思的是，我们应该留一些当时场景的照片，可是当时唯一有照相机的人，又忘记了带胶卷，我们当时留下的唯一一张照片还是在雨伞下的背影。”他们婚后生了两个女儿吉娜（ Zina ）（生于1974年，电影制片人）和玛丽（生于1978年，演员）。

## 书目
- 《星形廣場》（La Place de l'Étoile） (1968)
- 《夜巡》（La Ronde de nuit） (1969)
- 《环城大道》（Les Boulevards de ceinture）(1972)
- 《拉孔布·吕西安》（Lacombe Lucien）(1974)
- 《凄凉别墅》（Villa triste） (1975)
- 《家庭手册》（Livret de famille） (1977)
- 《暗店街》（Rue des boutiques obscures） (1978)
- 《一度青春》（Une Jeunesse） (1981)
- 《记忆的小路》（Memory Lane ）(1981, 由Pierre Le-Tan配图)
- 《如此勇敢的男孩们》（De si braves garçons） (1982)
- 《消失了的街区》（Quartier Perdu） (1984)
- 《八月的星期天》（Dimanches d'août） (1986)
- 《戴眼镜的女孩》（Catherine Certitude） (1988) (由Sempé插图)
- 《缓刑》（Remise de Peine） (1988)
- 《儿童更衣室》（Vestiaire de l'enfance） (1989)
- 《蜜月》（Voyage de noces）(1990)
- 《废墟中的鲜花》（Fleurs de Ruine） (1991)
- Un Cirque passe (1992)
- 《春季之犬》（Chien de printemps） (1993)
- 《走出黑暗》（Du plus loin de l'oubli）
- 《多哈·布吕代》（Dora Bruder） (1997)
- 《陌生的女子们》（Des inconnues） (1999)
- 《小首饰》（La Petite Bijou） (2001)
- 《夜半撞车》（Accidentnocturne） (2003)
- 《家谱》（Un pedigree） (2004)
- 《青春咖啡馆》（Dans le café de la jeunesse perdue） (2007)
- 《地平线》（L'Horizon） (2010)
- 《夜的草》（L'Herbe des nuits）（2012）
- 《这样你就不会迷路》（Pour que tu ne te perdes pas dans le quartier）（2014）

## 电影剧本
根据小说改编
- 《青春》（Une jeunesse） (根据同名小说改编，由Moshé Mizrahi执导）, 1983
- 《伊翁娜的香水》（Le parfum d’Yvonne） (根据小说《凄凉的别墅》改编) 由Patrice Leconte执导, 1994

原创剧本
- 《拉孔布·吕西安》（Lacombe Lucien） (与路易·马勒共同创作), 1973
- 《旅途愉快》（Bon Voyage） (与Jean-Paul Rappeneau共同创作), 2003

## 延伸阅读
- Dervila Cook: Patrick Modiano's (Auto)Biographical Fictions. Rodopi, Amsterdam & New York 2005 ISBN 90-420-1884-4
- Martine Guyot-Bender & William VanderWolk: Paradigms of Memory: The Occupation and Other Hi-Stories in the Novels of Patrick Modiano. Peter Lang, Frankfurt 1998 ISBN 0-8204-3864-2
- Akane Kawakami: A Self-Conscious Art: Patrick Modiano's Postmodern Fictions. Liverpool University Press 2000 ISBN 0-85323-526-0 (Hardback) und ISBN 0-85323-536-8 (Paperback)
- Alan Morris: Patrick Modiano. Oxford 1996 ISBN 1-85973-098-1 (Cloth) ISBN 1-85973-004-3 (Paper)
- William VanderWolk: Rewriting the Past. Memory, History and Narration in the Novels of Patrick Modiano. Rodopi, Amsterdam 1997 ISBN 90-420-0179-8